# Johan Cruijff Arena
El Johan Cruijff ArenA és un estadi de futbol situat a Amsterdam, Països Baixos. Va ser una de les seus de l'Eurocopa 2000 disputada a Bèlgica i els Països Baixos. El seu equip titular és l'Ajax Amsterdam de la lliga neerlandesa de futbol i anteriorment ho havien estat els Amsterdam Admirals de la NFL Europa.

## Història
El partit inaugural es va disputar entre l'Ajax Amsterdam i l'AC Milan el 1996. El 1998 va ser l'escenari de la final de la Lliga de Campions entre el Reial Madrid i la Juventus FC. El 2000 va ser la ser de la final de l'Eurocopa de futbol en què França es va imposar a Itàlia.

## Arquitectura
El Johan Cruijff ArenA disposa d'un sostre de panells replegables, d'aproximadament 400 tones, que pot cobrir l'estadi en 35 minuts. Va ser el primer estadi cobert amb camp de gesta natural del món.
L'estadi també disposa d'una Llotja Reial amb 50 seients acondicionats per a la monarquia dels Països Baixos. El 2015 es va presentar un projecte de reconstrucció de la façana del mateix.